# A Man Called E
A Man Called E è il primo album in studio del gruppo musicale E, in seguito rinominato Eels. Il disco è stato pubblicato nel 1992. 
Mark Oliver Everett aveva precedentemente pubblicato l'LP Bad Dude in Love (1985).

## Tracce
1. Hello Cruel World – 3:50
2. Fitting In With the Misfits – 3:09
3. Are You & Me Gonna Happen – 3:00
4. Looking Out the Window With a Blue Hat On – 2:17
5. Nowheresville – 3:21
6. Symphony for Toy Piano in G Minor – 0:34
7. Mockingbird Franklin – 3:03
8. I've Been Kicked Around – 3:24
9. Pray – 2:46
10. E's Tune – 2:53
11. You'll Be the Scarecrow – 3:21